# At His Very Best
At His Very Best es un álbum recopilatorio del cantante británico de rock Robert Palmer, publicado en 2002 por Universal Records. Contiene los mayores éxitos del artista desde su álbum Double Fun de 1978 hasta Don't Explain de 1990, como también «Some Like It Hot» grabado con el supergrupo The Power Station, «Sweet Lies» escrita en 1988 para la película del mismo nombre y «Sneakin' Sally Through the Alley» de su álbum debut homónimo de 1974. Adicionalmente incluye dos nuevas canciones, las versiones de «Need Your Love So Bad» de Little Willie John y «TV Dinners» de ZZ Top, que fueron grabadas para su álbum Drive.
Alcanzó el puesto 38 en el UK Albums Chart del Reino Unido, siendo su último disco en ingresar en dicha lista antes de su fallecimiento en 2003. En 2013 la Industria Fonográfica Británica (BPI) lo certificó de disco de oro, luego de superar las cien mil copias vendidas en ese país.

## Lista de canciones
| N.º | Título                                    | Escritor(es)                                              | Duración |  |
| 1.  | «Every Kinda People»                      | Andy Fraser                                               | 3:26     |  |
| 2.  | «Bad Case of Loving You (Doctor, Doctor)» | Moon Martin                                               | 3:12     |  |
| 3.  | «Johnny and Mary»                         | Robert Palmer                                             | 4:01     |  |
| 4.  | «Looking for Clues»                       | Palmer                                                    | 5:01     |  |
| 5.  | «Some Guys Have All the Luck»             | Jeff Fortgang                                             | 3:09     |  |
| 6.  | «You Are In My System»                    | David Frank, Mic Murphy                                   | 5:01     |  |
| 7.  | «You Can Have It (Take My Heart)»         | Kool & the Gang, J.T. Taylor, George Brown, Claydes Smith | 3:09     |  |
| 8.  | «Some Like It Hot»                        | Palmer, Andy Taylor, John Taylor                          | 5:06     |  |
| 9.  | «Addicted to Love»                        | Palmer                                                    | 4:27     |  |
| 10. | «I Didn't Mean to Turn You On»            | James Harris III, Terry Lewis                             | 3:36     |  |
| 11. | «Sweet Lies»                              | Palmer, Frank Blair, Dony Wynn                            | 3:10     |  |
| 12. | «Simply Irresistible»                     | Palmer                                                    | 4:16     |  |
| 13. | «She Makes My Day»                        | Palmer                                                    | 4:23     |  |
| 14. | «I'll Be Your Baby Tonight»               | Bob Dylan                                                 | 3:27     |  |
| 15. | «Mercy Mercy Me/I Want You»               | Marvin Gaye, Leon Ware, Arthur "T-Boy" Ross               | 3:54     |  |
| 16. | «Sneakin' Sally Through the Alley»        | Allen Toussaint                                           | 4:44     |  |
| 17. | «Riptide»                                 | Walter Donaldson, Gus Kahn                                | 2:29     |  |
| 18. | «I Need Your Love So Bad»                 | Mertis John Jr.                                           | 2:08     |  |
| 19. | «TV Dinners»                              | Billy Gibbons, Frank Beard, Dusty Hill                    | 3:33     |  |